# Tournoi de tennis de Saint-Marin

Le tournoi de Saint-Marin est un tournoi de tennis masculin du circuit professionnel ATP. Créé en 1988, il a fait partie du circuit ATP de 1989 à l'an 2000, avant d'être remplacé en 2001 par l'Open de Sopot. Le tournoi continue d'exister en catégorie Challenger (circuit secondaire de l'ATP) jusqu'à sa dernière édition en 2014. Toutes les éditions se sont jouées sur terre battue extérieure.
Une épreuve féminine du circuit WTA a été organisée à trois occasions, de 1991 à 1993. 

## Palmarès dames

### Simple
| No | Date       | Nom et lieu du tournoi                | Catégorie | Dotation  | Surface      | Vainqueure        | Finaliste           | Score         |         |
| -- | ---------- | ------------------------------------- | --------- | --------- | ------------ | ----------------- | ------------------- | ------------- | ------- |
| 1  | 15-07-1991 | Volvo San Marino Open, Saint-Marin    | Tier V    | 75 000 $  | Terre (ext.) | Katia Piccolini   | Silvia Farina       | 6-2, 6-3      | Tableau |
| 2  | 20-07-1992 | Internazionali di Tennis, Saint-Marin | Tier V    | 100 000 $ | Terre (ext.) | Magdalena Maleeva | Federica Bonsignori | 7-6, 6-4      | Tableau |
| 3  | 26-07-1993 | San Marino Open, Saint-Marin          | Tier IV   | 100 000 $ | Terre (ext.) | Marzia Grossi     | Barbara Rittner     | 3-6, 7-5, 6-1 | Tableau |

### Double
| No | Date       | Nom et lieu du tournoi               | Catégorie | Dotation  | Surface      | Vainqueures                       | Finalistes                      | Score    |         |
| -- | ---------- | ------------------------------------ | --------- | --------- | ------------ | --------------------------------- | ------------------------------- | -------- | ------- |
| 1  | 15-07-1991 | Volvo San Marino Open Saint-Marin    | Tier V    | 75 000 $  | Terre (ext.) | Kerry-Anne Guse Akemi Nishiya     | Laura Garrone Mercedes Paz      | 6-0, 6-3 | Tableau |
| 2  | 20-07-1992 | Internazionali di Tennis Saint-Marin | Tier V    | 100 000 $ | Terre (ext.) | Alexia Dechaume Florencia Labat   | Sandra Cecchini Laura Garrone   | 7-6, 7-5 | Tableau |
| 3  | 26-07-1993 | San Marino Open Saint-Marin          | Tier IV   | 100 000 $ | Terre (ext.) | Sandra Cecchini Patricia Tarabini | Florencia Labat Barbara Rittner | 6-3, 6-2 | Tableau |

## Palmarès messieurs

### Simple
| No | Date       | Nom et lieu du tournoi                                | Catégorie      | Dotation       | Surface        | Vainqueur              | Finaliste             | Score           |                |
| -- | ---------- | ----------------------------------------------------- | -------------- | -------------- | -------------- | ---------------------- | --------------------- | --------------- | -------------- |
| 1  | 15-08-1988 | , Saint-Marin                                         | Challenger     | 75 000 $       | Terre (ext.)   | Paolo Canè             | Francesco Cancellotti | 6-7, 6-3, 6-3   |                |
| 2  | 21-08-1989 | Campionati Internazionali di San Marino, Saint-Marin  | Grand Prix     | 93 400 $       | Terre (ext.)   | José Francisco Altur   | Roberto Azar          | 6-7, 6-4, 6-1   |                |
| 3  | 20-08-1990 | Campionati Internazionali di San Marino, Saint-Marin  | World Series   | 125 000 $      | Terre (ext.)   | Guillermo Pérez Roldán | Omar Camporese        | 6-3, 6-3        |                |
| 4  | 29-07-1991 | Campionati Internazionali di San Marino, Saint-Marin  | World Series   | 225 000 $      | Terre (ext.)   | Guillermo Pérez Roldán | Frédéric Fontang      | 6-3, 6-1        |                |
| 5  | 27-07-1992 | Campionati Internazionali di San Marino, Saint-Marin  | World Series   | 235 000 $      | Terre (ext.)   | Karel Nováček          | Francisco Clavet      | 7-5, 6-2        |                |
| 6  | 09-08-1993 | Campionati Internazionali di San Marino, Saint-Marin  | World Series   | 275 000 $      | Terre (ext.)   | Thomas Muster          | Renzo Furlan          | 7-5, 7-5        |                |
| 7  | 08-08-1994 | Campionati Internazionali di San Marino, Saint-Marin  | World Series   | 275 000 $      | Terre (ext.)   | Carlos Costa           | Oliver Gross          | 6-1, 6-3        |                |
| 8  | 07-08-1995 | Campionati Internazionali di San Marino, Saint-Marin  | World Series   | 275 000 $      | Terre (ext.)   | Thomas Muster          | Andrea Gaudenzi       | 6-2, 6-0        |                |
| 9  | 05-08-1996 | Campionati Internazionali di San Marino, Saint-Marin  | World Series   | 275 000 $      | Terre (ext.)   | Albert Costa           | Félix Mantilla        | 7-67, 6-3       |                |
| 10 | 04-08-1997 | Internazionali di Tennis di San Marino, Saint-Marin   | World Series   | 275 000 $      | Terre (ext.)   | Félix Mantilla         | Magnus Gustafsson     | 6-4, , 6-1      |                |
| 11 | 10-08-1998 | Internazionali di Tennis di San Marino, Saint-Marin   | Int' Series    | 275 000 $      | Terre (ext.)   | Dominik Hrbatý         | Mariano Puerta        | 6-2, 7-5        |                |
| 12 | 09-08-1999 | Internazionali di Tennis di San Marino, Saint-Marin   | Int' Series    | 275 000 $      | Terre (ext.)   | Galo Blanco            | Albert Portas         | 4-6, 6-4, 6-3   | Tableau        |
| 13 | 24-07-2000 | Internazionali di Tennis di San Marino, Saint-Marin   | Int' Series    | 325 000 $      | Terre (ext.)   | Alex Calatrava         | Sergi Bruguera        | 7-67, 1-6, 6-4  | Tableau        |
| 14 | 30-07-2001 | Internazionali di Tennis di San Marino, Saint-Marin   | Challenger     | 100 000 $ +H   | Terre (ext.)   | Juan Antonio Marín     | Markus Hipfl          | 6-2, 2-6, 7-63  |                |
| 15 | 29-07-2002 | San Marino CEPU Open, Saint-Marin                     | Challenger     | 100 000 $ +H   | Terre (ext.)   | José Acasuso           | Albert Portas         | 3-6, 6-3, 6-2   |                |
| 16 | 04-08-2003 | San Marino CEPU Open, Saint-Marin                     | Challenger     | 100 000 $ +H   | Terre (ext.)   | Alessio Di Mauro       | David Sánchez         | 6-3, 3-2, ab.   |                |
| 17 | 26-07-2004 | San Marino CEPU Open, Saint-Marin                     | Challenger     | 100 000 $ +H   | Terre (ext.)   | Potito Starace         | Hugo Armando          | 6-4, 1-6, 6-3   |                |
| 18 | 08-08-2005 | San Marino CEPU Open, Saint-Marin                     | Challenger     | 85 000 € +H    | Terre (ext.)   | Juan Antonio Marín     | Saša Tuksar           | 6-2, 6-4        |                |
| 19 | 07-08-2006 | San Marino CEPU Open, Saint-Marin                     | Challenger     | 85 000 € +H    | Terre (ext.)   | Albert Montañés        | Sergio Roitman        | 7-65, 65-7, 6-3 |                |
| 20 | 06-08-2007 | San Marino CEPU Open, Saint-Marin                     | Challenger     | 85 000 € +H    | Terre (ext.)   | Potito Starace         | Albert Montañés       | 6-4, 7-65       |                |
| 21 | 21-07-2008 | San Marino CEPU Open, Saint-Marin                     | Challenger     | 85 000 € +H    | Terre (ext.)   | Filippo Volandri       | Potito Starace        | 5-7, 6-4, 6-1   |                |
| 22 | 03-08-2009 | San Marino CEPU Open, Saint-Marin                     | Challenger     | 85 000 € +H    | Terre (ext.)   | Andreas Seppi          | Potito Starace        | 7-64, 2-6, 6-4  |                |
| 23 | 02-08-2010 | San Marino CEPU Open, Saint-Marin                     | Challenger     | 85 000 € +H    | Terre (ext.)   | Robin Haase            | Filippo Volandri      | 6-2, 7-68       |                |
| 24 | 08-08-2011 | San Marino CEPU Open, Saint-Marin                     | Challenger     | 85 000 € +H    | Terre (ext.)   | Potito Starace         | Martin Kližan         | 6-1, 3-0, ab.   |                |
| 25 | 06-08-2012 | San Marino CEPU Open, Saint-Marin                     | Challenger     | 85 000 € +H    | Terre (ext.)   | Martin Kližan          | Simone Bolelli        | 6-3, 6-1        |                |
| 26 | 05-08-2013 | San Marino Open, Saint-Marin                          | Challenger     | 64 000 € +H    | Terre (ext.)   | Marco Cecchinato       | Filippo Volandri      | 6-3, 6-4        |                |
| 27 | 04-08-2014 | San Marino Go&Fun Open, Saint-Marin                   | Challenger     | 64 000 € +H    | Terre (ext.)   | Adrian Ungur           | Antonio Veić          | 6-1, 6-0        |                |
|    | 2015-2020  | Pas de tournoi                                        | Pas de tournoi | Pas de tournoi | Pas de tournoi | Pas de tournoi         | Pas de tournoi        | Pas de tournoi  | Pas de tournoi |
| 28 | 09-08-2021 | Internazionali di Tennis San Marino Open, Saint-Marin | Challenger     | 66 640 €       | Terre (ext.)   | Holger Rune            | Orlando Luz           | 1-6, 6-2, 6-3   |                |
| 29 | 08-08-2022 | San Marino Tennis Open, Saint-Marin                   | Challenger     | 67 960 €       | Terre (ext.)   | Pavel Kotov            | Matteo Arnaldi        | 7-65, 6-4       |                |
| 30 | 31-07-2023 | San Marino Open, Saint-Marin                          | Challenger     | 145 000 €      | Terre (ext.)   | Jaume Munar            | Andrea Pellegrino     | 6-4, 6-1        |                |
| 31 | 29-07-2024 | San Marino Tennis Open, Saint-Marin                   | Challenger     | 148 625 €      | Terre (ext.)   | Alexandre Müller       | Tseng Chun-hsin       | 6-3, 4-6, 7-63  |                |

### Double
| No | Date       | Nom et lieu du tournoi                                | Catégorie      | Dotation       | Surface        | Vainqueurs                            | Finalistes                        | Score             |                |
| -- | ---------- | ----------------------------------------------------- | -------------- | -------------- | -------------- | ------------------------------------- | --------------------------------- | ----------------- | -------------- |
| 1  | 15-08-1988 | , Saint-Marin                                         | Challenger     | 75 000 $       | Terre (ext.)   | Christer Allgårdh Josef Čihák         | João Cunha e Silva Jörgen Windahl | 6-4, 6-2          |                |
| 2  | 21-08-1989 | Campionati Internazionali di San Marino, Saint-Marin  | Grand Prix     | 93 400 $       | Terre (ext.)   | Simone Colombo Claudio Mezzadri       | Pablo Albano Gustavo Luza         | 6-4, 6-1          |                |
| 3  | 20-08-1990 | Campionati Internazionali di San Marino, Saint-Marin  | World Series   | 125 000 $      | Terre (ext.)   | Vojtěch Flégl Daniel Vacek            | Jordi Burillo Marcos Górriz       | 6-1, 4-6, 7-6     |                |
| 4  | 29-07-1991 | Campionati Internazionali di San Marino, Saint-Marin  | World Series   | 225 000 $      | Terre (ext.)   | Jordi Arrese Carlos Costa             | Christian Miniussi Diego Pérez    | 6-3, 3-6, 6-3     |                |
| 5  | 27-07-1992 | Campionati Internazionali di San Marino, Saint-Marin  | World Series   | 235 000 $      | Terre (ext.)   | Nicklas Kulti Mikael Tillström        | Cristian Brandi Federico Mordegan | 6-2, 6-2          |                |
| 6  | 09-08-1993 | Campionati Internazionali di San Marino, Saint-Marin  | World Series   | 275 000 $      | Terre (ext.)   | Daniel Orsanic Olli Rahnasto          | Juan Garat Roberto Saad           | 6-4, 1-6, 6-3     |                |
| 7  | 08-08-1994 | Campionati Internazionali di San Marino, Saint-Marin  | World Series   | 275 000 $      | Terre (ext.)   | Neil Broad Greg Van Emburgh           | Jordi Arrese Renzo Furlan         | 6-4, 7-6          |                |
| 8  | 07-08-1995 | Campionati Internazionali di San Marino, Saint-Marin  | World Series   | 275 000 $      | Terre (ext.)   | Jordi Arrese Andrew Kratzmann         | Pablo Albano Federico Mordegan    | 7-6, 3-6, 6-2     |                |
| 9  | 05-08-1996 | Campionati Internazionali di San Marino, Saint-Marin  | World Series   | 275 000 $      | Terre (ext.)   | Pablo Albano Lucas Arnold Ker         | Mariano Hood Sebastián Prieto     | 6-1, 6-3          |                |
| 10 | 04-08-1997 | Internazionali di Tennis di San Marino, Saint-Marin   | World Series   | 275 000 $      | Terre (ext.)   | Cristian Brandi Filippo Messori       | Brandon Coupe David Roditi        | 7-5, 6-4          |                |
| 11 | 10-08-1998 | Internazionali di Tennis di San Marino, Saint-Marin   | Int' Series    | 275 000 $      | Terre (ext.)   | Jiří Novák David Rikl                 | Mariano Hood Sebastián Prieto     | 6-4, 7-6          |                |
| 12 | 09-08-1999 | Internazionali di Tennis di San Marino, Saint-Marin   | Int' Series    | 275 000 $      | Terre (ext.)   | Lucas Arnold Ker Mariano Hood         | Petr Pála Pavel Vízner            | 6-3, 6-2          | Tableau        |
| 13 | 24-07-2000 | Internazionali di Tennis di San Marino, Saint-Marin   | Int' Series    | 325 000 $      | Terre (ext.)   | Tomáš Cibulec Leoš Friedl             | Gastón Etlis Jack Waite           | 7-61, 7-5         | Tableau        |
| 14 | 30-07-2001 | Internazionali di Tennis di San Marino, Saint-Marin   | Challenger     | 100 000 $ +H   | Terre (ext.)   | František Čermák David Škoch          | Devin Bowen Aleksandar Kitinov    | 7-5, 6-4          |                |
| 15 | 29-07-2002 | San Marino CEPU Open, Saint-Marin                     | Challenger     | 100 000 $ +H   | Terre (ext.)   | Leoš Friedl David Škoch               | Massimo Bertolini Cristian Brandi | 6-2, 6-4          |                |
| 16 | 04-08-2003 | San Marino CEPU Open, Saint-Marin                     | Challenger     | 100 000 $ +H   | Terre (ext.)   | Massimo Bertolini Tom Vanhoudt        | Federico Browne Dominik Hrbatý    | 7-5, 63-7, 6-2    |                |
| 17 | 26-07-2004 | San Marino CEPU Open, Saint-Marin                     | Challenger     | 100 000 $ +H   | Terre (ext.)   | Massimo Bertolini Tom Vanhoudt        | Adrián García Álex López Morón    | 6-2, 6-4          |                |
| 18 | 08-08-2005 | San Marino CEPU Open, Saint-Marin                     | Challenger     | 85 000 € +H    | Terre (ext.)   | Lukáš Dlouhý David Škoch              | Jeff Coetzee Chris Haggard        | 3-6, 6-4, 6-3     |                |
| 19 | 07-08-2006 | San Marino CEPU Open, Saint-Marin                     | Challenger     | 85 000 € +H    | Terre (ext.)   | Máximo González Sergio Roitman        | Jérôme Haehnel Julien Jeanpierre  | 6-3, 6-4          |                |
| 20 | 06-08-2007 | San Marino CEPU Open, Saint-Marin                     | Challenger     | 85 000 € +H    | Terre (ext.)   | Pablo Cuevas Juan Pablo Guzmán        | Tomasz Bednarek James Cerretani   | 6-1, 6-0          |                |
| 21 | 21-07-2008 | San Marino CEPU Open, Saint-Marin                     | Challenger     | 85 000 € +H    | Terre (ext.)   | Yves Allegro Horia Tecău              | Fabio Colangelo Philipp Marx      | 7-5, 7-5          |                |
| 22 | 03-08-2009 | San Marino CEPU Open, Saint-Marin                     | Challenger     | 85 000 € +H    | Terre (ext.)   | Lucas Arnold Ker Sebastián Prieto     | Johan Brunström Jean-Julien Rojer | 7-64, 2-6, [10-7] |                |
| 23 | 02-08-2010 | San Marino CEPU Open, Saint-Marin                     | Challenger     | 85 000 € +H    | Terre (ext.)   | Daniele Bracciali Lovro Zovko         | Yves Allegro James Cerretani      | 2-6, 6-2, [10-5]  |                |
| 24 | 08-08-2011 | San Marino CEPU Open, Saint-Marin                     | Challenger     | 85 000 € +H    | Terre (ext.)   | James Cerretani Philipp Marx          | Daniele Bracciali Julian Knowle   | 6-3, 6-4          |                |
| 25 | 06-08-2012 | San Marino CEPU Open, Saint-Marin                     | Challenger     | 85 000 € +H    | Terre (ext.)   | Lukáš Dlouhý Michal Mertiňák          | Stefano Ianni Matteo Viola        | 2-6, 7-63, [11-9] |                |
| 26 | 05-08-2013 | San Marino Open, Saint-Marin                          | Challenger     | 64 000 € +H    | Terre (ext.)   | Nicholas Monroe Simon Stadler         | Daniele Bracciali Florin Mergea   | 6-2, 6-4          |                |
| 27 | 04-08-2014 | San Marino Go&Fun Open, Saint-Marin                   | Challenger     | 64 000 € +H    | Terre (ext.)   | Radu Albot Enrique López Pérez        | Franko Škugor Adrian Ungur        | 6-4, 6-1          |                |
|    | 2015-2020  | Pas de tournoi                                        | Pas de tournoi | Pas de tournoi | Pas de tournoi | Pas de tournoi                        | Pas de tournoi                    | Pas de tournoi    | Pas de tournoi |
| 28 | 09-08-2021 | Internazionali di Tennis San Marino Open, Saint-Marin | Challenger     | 66 640 €       | Terre (ext.)   | Zdeněk Kolář Luis David Martínez      | Rafael Matos João Menezes         | 1-6, 6-3, [10-3]  |                |
| 29 | 08-08-2022 | San Marino Tennis Open, Saint-Marin                   | Challenger     | 67 960 €       | Terre (ext.)   | Marco Bortolotti Sergio Martos Gornés | Ivan Sabanov Matej Sabanov        | 6-4, 6-4          |                |
| 30 | 31-07-2023 | San Marino Open, Saint-Marin                          | Challenger     | 145 000 €      | Terre (ext.)   | Ivan Liutarevich Vladyslav Manafov    | Théo Arribagé Luca Sanchez        | 6-4, 7-68         |                |
| 31 | 29-07-2024 | San Marino Tennis Open, Saint-Marin                   | Challenger     | 148 625 €      | Terre (ext.)   | Petr Nouza Patrik Rikl                | Théo Arribagé Orlando Luz         | 1-6, 7-5, [10-6]  |                |